# عله حاج عبدالعلی
عله حاج عبدالعلی، روستایی از توابع بخش مرکزی شهرستان شوشتر در استان خوزستان ایران است.

## جمعیت
این روستا در دهستان میان‌آب قرار دارد و براساس سرشماری مرکز آمار ایران در سال 1393، جمعیت آن ۳۲۰ نفر (70خانوار) بوده‌است.